# Ultimate Fight Night 2
Ultimate Fight Night 2（アルティメット・ファイトナイト・ツー、別名UFC Fight Night 2）は、アメリカ合衆国の総合格闘技団体「UFC」の大会の一つ。2005年10月3日、ネバダ州ラスベガスのザ・ジョイントで開催された。

## 大会概要
メインイベントではエヴァン・タナーとデビッド・ロワゾーによるミドル級戦が行われた。
ジョン・フィッチ、ブランドン・ヴェラ、チアゴ・アウベスがUFCに初出場した。

## 試合結果

### プレリミナリィカード
第1試合 ウェルター級 5分3R
○  ジョナサン・グレ vs.  ジェイ・ヒエロン ×
3R 1:05 TKO（ドクターストップ：カット）
第2試合 ミドル級 5分3R
○  ジョン・フィッチ vs.  ブロック・ラーソン ×
3R終了 判定3-0（30-27、30-27、30-27）
第3試合 ウェルター級 5分3R
○  スペンサー・フィッシャー vs.  チアゴ・アウベス ×
2R 4:43 三角絞め

### メインカード
第4試合 ウェルター級 5分3R
○  ドリュー・フィケット vs.  ジョシュ・コスチェック ×
3R 4:38 TKO（レフェリーストップ：チョークスリーパー）
第5試合 ヘビー級 5分3R
○  ブランドン・ヴェラ vs.  ファビアーノ・シェルナー ×
2R 3:22 TKO（レフェリーストップ：膝蹴り）
第6試合 ミドル級 5分3R
○  クリス・リーベン vs.  エドウィン・デューイーズ ×
1R 3:26 腕ひしぎ十字固め
第7試合 ミドル級 5分3R
○  デビッド・ロワゾー vs.  エヴァン・タナー ×
2R 4:15 TKO（ドクターストップ：カット）